# Museum für Konkrete Kunst

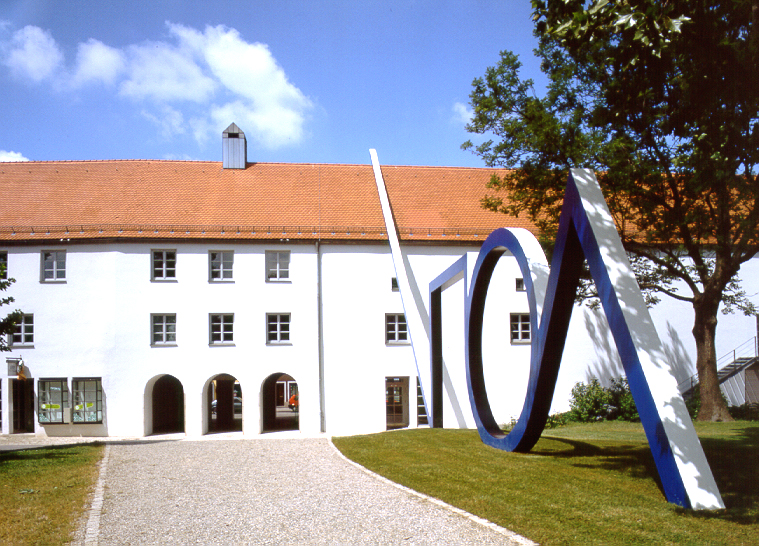
Museum für Konkrete Kunst mit der Außenskulptur von Marcello Morandini (2011)

Das Museum für Konkrete Kunst in Ingolstadt präsentiert in Wechselausstellungen auf rund 800 m² Ausstellungsfläche die Vielfalt der Konkreten Kunst seit ihren Anfängen. Daneben widmet es sich ausgesuchten Aspekten des Designs, das im 20. Jahrhundert vielfach eng mit der Konkreten Kunst verbunden war.
Den Grundstock der Sammlung bildete der Ankauf der privaten Kunstsammlung von Eugen Gomringer, der zu den zentralen Vertretern der sogenannten Konkreten Poesie gehört. Der Ankauf konnte durch die großzügige Unterstützung von Industrie und Handwerk sowie durch zahlreiche Spenden der Ingolstädter Bürgerschaft realisiert werden. Am 26. Juni 1992 wurde das Museum für Konkrete Kunst in seinen heutigen Räumen in einem ehemaligen Kasernengebäude aus dem 18. Jahrhundert eröffnet. Gründungsdirektor und langjähriger Leiter des Museums war Peter Volkwein. Die architektonische Gestaltung der Münchner Architekten Claus und Forster wurde 1993 mit dem BDA-Preis Bayern ausgezeichnet.
Um der ständig wachsenden Sammlung und den vielfältigen Aktivitäten des Museums einen angemessenen Rahmen bieten zu können, entstand ein Neubau auf dem ehemaligen Gießereigelände in Ingolstadt. Die Architektur stammt vom Wiener Büro Querkraft Architekten. Am 7. Juni 2016 erfolgte die Grundsteinlegung, die Eröffnung ist für 2025 geplant. Die historische Gießereihalle bleibt erhalten und wird in Zukunft als Empfangsbereich und Kassenraum des Museums für Konkrete Kunst und Design (MKKD), wie es nach der Fertigstellung heißen wird, genutzt. Außerdem entstehen dort eine großzügige Gastronomie, eine Bar mit Lounge sowie die große Nordhalle, ein langgestreckter, lichtdurchfluteter Raum mit kostenfreien Ausstellungen. Das eigentliche Museum entsteht im Untergeschoss. Es wird neben der Konkreten Kunst auch der ständig erweiterten Designsammlung Rechnung tragen. 
Direktorin des Museums war Simone Schimpf. Zum 1. Juli 2021 übernahm sie die Leitung des Neuen Museum Nürnberg. Neue Leiterin des Museums ist Theres Rohde. Rohde war bereits seit 2016 stellvertretende Direktorin des Museums.

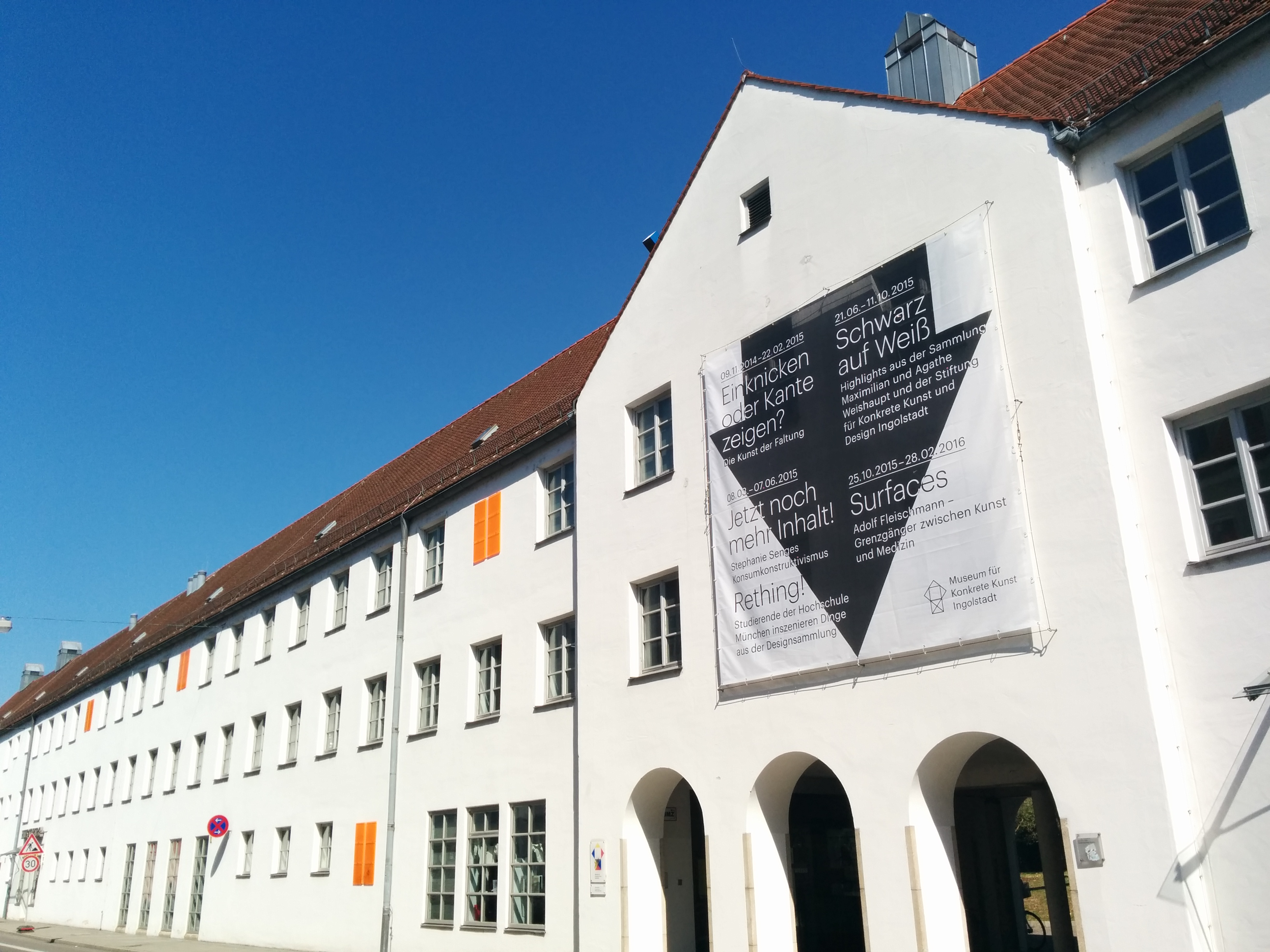
Das Museum für Konkrete Kunst in Ingolstadt aufgenommen von der Tränktorstraße. (2015)

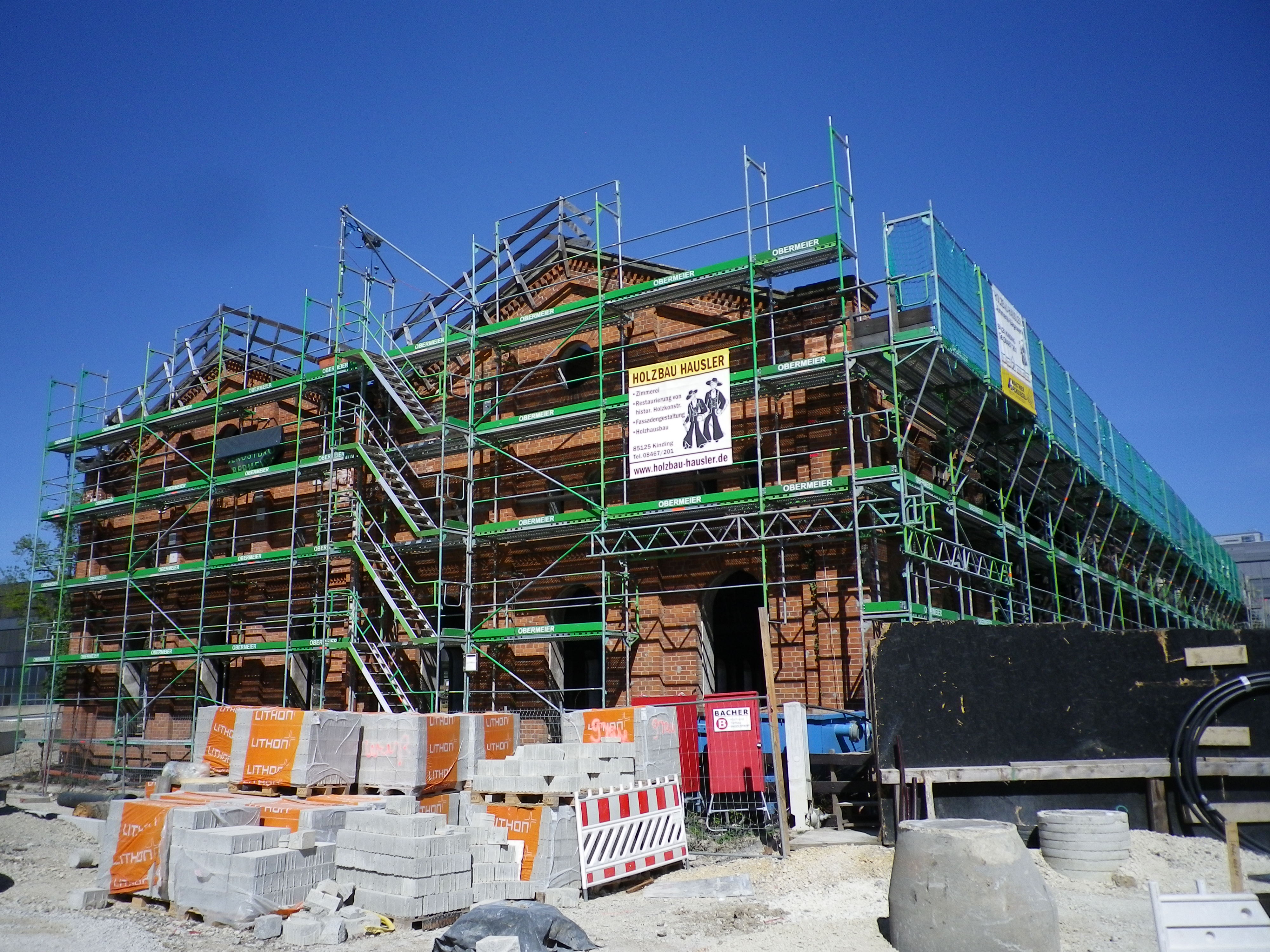
Neubau des MKKD Ingolstadt (2020)